# Richard Jareš
Richard Jareš (* 23. února 1981 Hradec Králové) je bývalý český hokejový obránce, odchovanec klubu HC Stadion Hradec Králové, v 18 letech přestoupil z hradecké juniorky do HC Vítkovice. V extralize odehrál přes 400 utkání. Poslední dvě sezóny profesionální kariéry hrál nejvyšší německou soutěž DEL za Iserlohn Roosters.

## Hráčská kariéra
- 1999/2000 HC Vítkovice Steel – junioři
- 2000/2001 Bílí Tygři Liberec – junioři
- 2001/2002 Bílí Tygři Liberec – junioři
2001/2002 Bílí Tygři Liberec
2001/2002 HC Vlci Jablonec nad Nisou
- 2002/2003 Bílí Tygři Liberec
2002/2003 IHC KOMTERM Písek
- 2003/2004 Bílí Tygři Liberec
2003/2004 HC Berounští Medvědi
- 2004/2005 Bílí Tygři Liberec
2004/2005 BK Mladá Boleslav
- 2005/2006 HC Znojemští Orli
- 2006/2007 HC Znojemští Orli
- 2007/2008 HC Znojemští Orli
- 2008/2009 HC Mounfield České Budějovice
- 2009/2010 Bílí Tygři Liberec
- 2010/2011 HC Benzina Litvínov
- 2011/2012 HC Verva Litvínov
- 2012/2013 HC Verva Litvínov
- DEL 2013/2014, 2014/2015 Iserlohn Roosters